# Red Blooded Woman
"Red Blooded Woman" pop-R&B je pjesma australske pjevačice Kylie Minogue. Objavljena je kao singl s njenog devetog studijskog albuma Body Language, u ožujku 2004. godine u izdanu diskografskih kuća Parlophone, Mushroom i Capitol.

## O pjesmi
Pjesmu su napisali britanski tekstopisci Johnny Douglas i Karen Poole, a producirao ju je Doglas. Postigla je priličan uspjeh na top ljestvicama i dobila različite kritike glazbenih kritičara.
Minogue je izvodila pjesmu na sljedećim koncertnim turnejama:
- Showgirl: The Greatest Hits Tour (u medleyu s "Where the Wild Roses Grow")
- Showgirl: The Homecoming Tour (u medleyu s "Where the Wild Roses Grow")
- For You, For Me Tour (u medleyu s "Where the Wild Roses Grow")

Minogue je također izvela pjesmu na tlevizijskom koncertu 2003. godine, Money Can't Buy.
"Red Blooded Woman" dva puta je korištena u epizodama televizijske serije Kath & Kim, prvi put u epizodi "Foxy on the Run" kad Kel ima krizu srednjih godina i pušta pjesmu u velikoj glasnoći u svom žutom sportskom automobilu, a drugi put u epizodi "98% Fat Free" kad se Minogue pojavljuje u gostujućoj ulozi, kao Kimina odrasla kćerka Epponnee. U toj epizodu, Kim pjeva "Red Blooded Woman" u karaoke stilu dok Minoguein karakter zove van. 

### Uspjeh na top ljestvicama
1. ožujka 2004. godine, pjesma "Red Blooded Woman" objavljena je u Ujedinjenon Kraljevstvu. Postala je Minogueina 23. pjesma koja je dospjela na jedno od prvih pet mjesta u Ujedinjenom Kraljevstvu kad je debitirala na 5. mjestu ljestvice UK Singles Chart, iza američke pjevačice Britney Spears, koja je s pjesmom "Toxic" debitirala na prvom mjestu, i povratničkom pjesmom Georgea Michaela, "Amazing", koja je debitirala na 4. mjestu. Pjesma "Red Blooded Woman" ukupno je provela devet tjedana na toj ljestvici. Bila je uspješna i izvan Ujedinjenog Kraljevstva. 
Objavljena u prvoj polovici 2004. godine, dospjela je na prvo mjesto u Rumunjskoj, 4. mjesto u Australiji i jedno od prvih 10 u Danskoj, Irskoj i Španjolskoj. 
Zbog odličnih kritika Minogueinih prethodnih izdanja, "Red Blooded Woman" objavljena je kao singl u SAD-u.  Minogue je prije našla uspjeh u plesnim klubovima s pjesmama "Can't Get You Out of My Head" iz 2001. godine i "Slow" iz 2003. godine. "Red Blooded Woman" postala je njeno šesto izdanje za redom koje je dospjelo na jedno od prvih 40 mjesta na Billboardovoj ljestvici Hot Dance Club Play, gdje je dospjela na 24. mjesto. Također, dospjela je na vrh ljestvice Hot Dance Airplay. Ipak, nije dospjela na ljestvicu Billboard Hot 100, iako je dobro prošla na radiju.

## Popis pjesama
| UK CD 1 i Europski CD singl 1. "Red Blooded Woman" – 4:18 2. "Almost a Lover" – 3:40 UK CD 2 1. "Red Blooded Woman" – 4:18 2. "Cruise Control" – 4:55 3. "Slow" (Chemical Brothers Remix) – 7:03 4. "Red Blooded Woman" (Videospot) UK 7" singl 1. "Red Blooded Woman" (Whitey Mix) – 5:20 2. "Slow" (Chemical Brothers Remix) – 7:03 3. "Red Blooded Woman" (Narcotic Thrust Mix) – 7:10 | Australski CD singl 1. "Red Blooded Woman" – 4:18 2. "Cruise Control" – 4:55 3. "Almost a Lover" – 3:40 4. "Slow" (Chemical Brothers Mix) – 7:13 5. "Red Blooded Woman" (Whitey Mix) – 5:20 6. "Red Blooded Woman" (Videospot) |

## Videospot
Videospot za pjesmu snimljen je pod redateljskom palicom Jakea Nave, koji je bio redatelj za videopotova pjevačica Beyoncé, Britney Spears, Mariah Carey, Kelis i Spice Girls. Snimljen je u Los Angelesu 2003. godine. Prve scene prikazuju Kylie kako izlazi iz auta zatim pleše i hoda ulicama u crnim hlačama i crno-bijeloj majici, druga scena je ona kako pleše u bijeloj haljini, zatim izlazi iz autimobila u crvenoj haljini kakvu je nosila na koncertu Money Can't Buy, zatim se pojavljuje u koćnim hlačama i crnom grudnjaku, a zadnje scene opet je prikazuju u haljini.

## Top ljestvice
| Top ljestvica (2004.) | Najviša pozicija |
| --------------------- | ---------------- |
| Australija            | 4                |
| Austrija              | 23               |
| Belgija (Flandrija)   | 29               |
| Belgija (Valonija)    | 20               |
| Danska                | 10               |
| Nizozemska            | 16               |
| Europa                | 8                |
| Finska                | 12               |
| Francuska             | 33               |
| Njemačka              | 16               |

| Top ljestvica (2004.)             | Najviša pozicija |
| --------------------------------- | ---------------- |
| Mađarska                          | 3                |
| Irska                             | 9                |
| Italija                           | 10               |
| Novi Zeland                       | 19               |
| Rumunjska                         | 1                |
| Španjolska                        | 8                |
| Švedska                           | 28               |
| Švicarska                         | 15               |
| Ujedinjeno Kraljevstvo            | 5                |
| SAD Billboard Hot Dance Club Play | 1                |